# Juan Manuel Trejo
Juan Manuel Trejo (Tucumán, Argentina; 12 de enero de 1992) es un futbolista argentino. Juega como lateral o volante y su actual club es Pirata de la Liga 2 de Perú.

## Trayectoria
De pequeño no tuvo un club donde jugar y lo hacía en la calle con sus cinco hermanos.
Llegó a Independiente en el 2007. Su puesto natural es volante por izquierda. Sin embargo, César Luis Menotti, por aquel entonces mánager, le aconsejó que retrocediera en la cancha y se animara como lateral. Lo hizo y allí quedó.
Su primera oportunidad llegó de la mano de Cristian Díaz. Sin embargo, algunas diferencias llevaron a que el DT lo bajara a la Cuarta.
En la quinta fecha del Torneo Inicial, cuando Independiente viajó a Mendoza para enfrentar a Godoy Cruz, fue Enrique Borrelli el que se encargó de darle la noticia de que iba a entrenar con la Primera División.
El "Tolo" Gallego lo confirmó que para jugar contra All Boys por la 8.ª fecha del Campeonato de Primera División, Juanma jugará de titular ocupando el lateral izquierdo.
Tucu jugó un regular partido, alternando buenas y malas, varias imprecisiones de cualquier debutante y casi tuvo su debut en las redes con un disparo de sobrepique con su pierna mala que paso rozando el ángulo superior derecho, salió reemplazado a los 30 del ST por Martín Benítez, el partido culminó en empate 1-1.
Américo Rubén Gallego como Director Técnico, dijo públicamente que tanto Juan Manuel Trejo, como Lucas Villalba, Alexis Zárate y Adrián Fernández eran sus pichones y que 
los iba a tener en cuenta tanto para el Campeonato de Primera División como para la Bridgestone Sudamericana. Sin embargo, Trejo no tuvo mucho lugar. Regresó a la Reserva de Ariel Wiktor y allí, como mediocampista izquierdo -su puesto natural- volvió a tener muy buenos rendimientos. Miguel Brindisi lo llamó nuevamente para la Primera.
Hizo su primer gol con la camiseta de Independiente en la Copa Sudamericana 2015 ante Olimpia de Paraguay. Su gol valió la victoria en la ida de los octavos de final, por la mínima.
El 7 de agosto de 2016, el defensor/volante llegó a Quilmes Atlético Club a préstamo por 12 meses con opción de compra.
En 2019 es contratado por Talleres (RdE) de la Primera B Metropolitana, institución en la cual se desempeñó hasta el parón de actividades deportivas por la pandemia de COVID-19.
Tras la no reanudación de fútbol profesional en Argentina, es fichado por el Juan Aurich de la Liga 2 de Perú, debutando el 27 de octubre, por la primera fecha ante Unión Huaral, dando una asistencia tras un saque de esquina ejecutado por él.
En febrero de 2022 se incorporó a Talleres (RdE), club en el cual ya había jugado pocos años antes.

## Estadísticas

### Clubes
- Actualizado hasta el 7 de julio de 2024.

| Independiente Argentina | 1.ª                 | 2012-13             | 6   | 0 | 1 | 0 | - | - | 7   | 0 | 0    |
| Independiente Argentina | 2.ª                 | 2013-14             | 6   | 0 | 0 | 0 | - | - | 6   | 0 | 0    |
| Independiente Argentina | 1.ª                 | 2014                | 0   | 0 | 0 | 0 | - | - | 0   | 0 | 0    |
| Independiente Argentina | 1.ª                 | 2015                | 10  | 1 | 0 | 0 | 3 | 1 | 13  | 2 | 0.15 |
| Independiente Argentina | 1.ª                 | 2016                | 1   | 0 | 0 | 0 | - | - | 1   | 0 | 0    |
| Independiente Argentina | Total club          | Total club          | 23  | 1 | 1 | 0 | 3 | 1 | 27  | 2 | 0.07 |
| Quilmes Argentina | 1.ª                 | 2016-17             | 3   | 0 | 0 | 0 | - | - | 3   | 0 | 0    |
| Quilmes Argentina | Total club          | Total club          | 3   | 0 | 0 | 0 | - | - | 3   | 0 | 0    |
| Talleres (RdE) Argentina | 3.ª                 | 2019-20             | 19  | 2 | 1 | 0 | - | - | 20  | 2 | 0.1  |
| Talleres (RdE) Argentina | 3.ª                 | 2022                | 7   | 0 | - | - | - | - | 7   | 0 | 0    |
| Talleres (RdE) Argentina | Total club          | Total club          | 26  | 2 | 1 | 0 | - | - | 27  | 2 | 0.07 |
| Juan Aurich · Perú | 2.ª                 | 2020                | 10  | 2 | - | - | - | - | 10  | 2 | 0.2  |
| Juan Aurich · Perú | 2.ª                 | 2021                | 17  | 0 | 0 | 0 | - | - | 17  | 0 | 0    |
| Juan Aurich · Perú | Total club          | Total club          | 27  | 2 | 0 | 0 | - | - | 27  | 2 | 0.07 |
| Argentino de Quilmes Argentina | 3.ª                 | 2022                | 6   | 0 | - | - | - | - | 6   | 0 | 0    |
| Argentino de Quilmes Argentina | Total club          | Total club          | 6   | 0 | 0 | 0 | - | - | 6   | 0 | 0    |
| Real Estelí · Nicaragua | 1.ª                 | C-2023              | 14  | 0 | 1 | 0 | - | - | 15  | 0 | 0    |
| Real Estelí · Nicaragua | Total club          | Total club          | 14  | 0 | 1 | 0 | - | - | 15  | 0 | 0    |
| Pirata · Perú | 2.ª                 | 2024                | 10  | 0 | 0 | 0 | - | - | 10  | 0 | 0    |
| Pirata · Perú | Total club          | Total club          | 10  | 0 | 0 | 0 | - | - | 10  | 0 | 0    |
| Total en su carrera | Total en su carrera | Total en su carrera | 109 | 5 | 3 | 0 | 3 | 1 | 115 | 6 | 0.05 |
| (1) Las copas nacionales se refiere a la Copa Argentina, la Copa Bicentenario y la Copa Primera. (2) Las copas internacionales se refiere a la Copa Libertadores y a la Copa Sudamericana. (3) Media de goles por encuentro. No incluye goles en partidos amistosos. |                     |                     |     |   |   |   |   |   |     |   |      |